# Rörtjärnen (Arjeplogs socken, Lappland, 732348-161129)
Rörtjärnen är en sjö i Arjeplogs kommun i Lappland och ingår i Skellefteälvens huvudavrinningsområde.